# 가노 히사노리
가노 히사노리(일본어: 加納久周, 1751년 ~ 1811년 7월 21일)는 에도 시대 후기의 다이묘이다. 이세 핫타 번 제3대 번주. 이치노미야번 가노가(一宮藩加納家) 제3대 당주. 에도 막부에선 후시미 봉행을 맡았다. 간세이 3충신 중 한사람이다. 아명은 히사야(久弥).
친부는 가쓰우라 번주 오오카 다다미쓰이며 그의 차남으로 태어났다. 핫타 번주 가노 히사카타의 장남 가노 히사요시가 요절하여 히사카타는 미카와 요시다 번주 마쓰다이라 노부우야의 딸 데이를 양녀로 들이고 오오카 다다미쓰의 차남 히사야를 데릴사위로 들이면서 히사야는 가노 히사노리라고 개명하였다.
| 전임 가노 히사카타 | 제3대 핫타 번 번주 (가노가) 1786년 ~ 1808년 | 후임 가노 히사치카 |